# Качиони, Спиридон Александрович
Спиридон Александрович Качиони (20 октября [1 ноября] 1858, Феодосия, Таврическая губерния — не ранее 1931, Санкт-Петербург) — русский юрист, прозаик, сатирик, журналист.

## Биография
Родился в дворянской семье потомственных военных. Прадед Качиони — Ламброс Кацонис, грек по происхождению, полковник русской службы, участник русско-турецкой войны (1768—1774), выведен Дж. Байроном в поэме «Корсар». Дед, Ликург Ламбрович, участник Отечественной войны 1812 года. 
Качиони окончил Симферопольскую мужскую гимназию (1879); затем юридический факультет Императорского Санкт-Петербургского университета. Служил в судах Подольской и Астраханской (1899) губерний, затем был товарищем председателя Петербургского окружного суда. Впечатления от работы мировым судьей в Юго-Западном крае России позднее (1880-е) легли в основу судебно-бытовых очерков «Силуэты прошлого» (1916). Будучи свояком И. К. Айвазовского, «невзирая на значительную разницу лет» был связан с ним всю жизнь «узами взаимной приязни и дружбы», восхищался его талантом. Статья «Профессор живописи И. К. Айвазовский» (1880) и очерк И. К. Айвазовский» (1885) — самые ранние выступления Качиони в печати. Качиони также поддерживал дружеские отношения с академиком живописи, пейзажистом Г. П. Кондратенко.

## Творчество
В 1902 году вышел сборник рассказов и очерков Качиони «В дебрях Крыма» о жизни крымских татар — чабанов, крестьян, рыбаков. Представляют интерес подробные пейзажные зарисовки (окрестности Судака, Чатырдаг). Некоторые рассказы сборника печатались в разное время в периодике: «На заоблачных пастбищах» (1899, 1912) — о чабанах, «Пират-витязь» (1911) — легенда о Ламбро Качиони, «Разбойник-сват» (1914) — о благородном разбойнике Алиме, очерк «Куртдэдэ» (1894) и повесть «„Птица“ Юсупа» (1911). В 1914 году вышел 1-й том собрания сочинений Качиони «Райские ягоды и другие рассказы» (СПб.). 
После 1917 Качиони публиковался в коллективном сборнике «Приключения в горах и на равнинах» (1925), в хрестоматии «Крым» (1930), предлагал в 1926 году Крымиздату повесть «Наследство братьев Куркунбаев» и охотничий рассказ «Пропущенный случай прославиться».

## Семья
- Сын, Сергей Спиридонович Качиони (1885—1937[6]), в советское время автор охотничьих и рыболовецких рассказов, ему же принадлежит очерк «Из жизни И. К. Айвазовского»[7] (1910).
- Дочь, Лидия Качиони-Вальтер (1889—1957) — физиолог растений[5].